# Jules-Robert de Cotte
Jules-Robert de Cotte (Parigi, 1683 – Parigi, 1º settembre 1767) è stato un architetto francese, figlio di uno degli architetti-amministratori più apprezzati della sua epoca, Robert de Cotte.

## Biografia
Il giovane de Cotte assistette il padre nel progetto architettonico più prestigioso di Francia, i lavori di costruzione dei palazzi reali, (Bâtiments du Roi). Nel 1718 ricevette, in corso di costruzione, uno dei tre incarichi di "intendent et ordonnateur "
Nel 1723, il famoso architetto tedesco Johann Balthasar Neumann si recò a Parigi per studiare gli ultimi sviluppi stilistici francesi dell'emergente rococò e consultò Robert de Cotte, così come Jules-Robert, la cui reputazione con Neumann era buona quanto quella di suo padre e superava quella di un altro brillante architetto francese contemporaneo, Germain Boffrand, una valutazione che gli storici dell'arte moderna non sosterrebbero. Seguendo le orme del padre, Jules-Robert de Cotte si affidava agli assistenti di bottega per fornire i dettagli delle sue commissioni.